# Championnat de Bonaire de football 2018-2019
Navigation
Édition précédente Édition suivante
La saison 2018-2019 du Championnat de Bonaire de football est la septième édition du Kampionato, le championnat de première division à Bonaire. Les huit meilleures équipes de l'île sont regroupées en une poule unique.
Le Real Rincon est le tenant du titre et réussit à le conserver en terminant premier du championnat, quatre points devant le SV Estrellas.

## Les équipes participantes
| Club                  | Classement 2017-2018 | Ville      | Stade                         |
| --------------------- | -------------------- | ---------- | ----------------------------- |
| Real Rincon           | Champion             | Rincon     | Stade Antonio-Trenidat        |
| SV Juventus           | Finaliste            | Antriòl    | Stade municipal de Kralendijk |
| SV Vespo              | 3e (Buelta di 4)     | Rincon     | Stade Antonio-Trenidat        |
| SV Estrellas          | 4e (Buelta di 4)     | Kralendijk | Stade municipal de Kralendijk |
| SV Atlétiko Flamingo  | 5e (Buelta di 6)     | Nikiboko   | Stade Antonio-Trenidat        |
| SV Atlétiko Tera Korá | 6e (Buelta di 6)     | Kralendijk | Stade municipal de Kralendijk |
| SV Vitesse            | 7e                   | Antriòl    | Stade municipal de Kralendijk |
| SV Uruguay            | 9e                   | Rincon     | Stade Antonio-Trenidat        |

Légende des couleurs
- Tenant du titre

## Compétition
Le barème utilisé pour établir le classement est le suivant :
- Victoire : 3 points
- Match nul : 1 point
- Défaite : 0 point

### Classement
La rencontre comptant pour la quatorzième et dernière journée entre le SV Atlétiko Flamingo et le SV Juventus n'a pas été jouée.
| Rang | Équipe                | Pts | J  | G  | N | P  | Bp | Bc | Diff |
| ---- | --------------------- | --- | -- | -- | - | -- | -- | -- | ---- |
| 1    | Real Rincon T         | 37  | 14 | 12 | 1 | 1  | 52 | 10 | +42  |
| 2    | SV Estrellas          | 33  | 14 | 10 | 3 | 1  | 42 | 13 | +29  |
| 3    | SV Atlétiko Flamingo  | 23  | 13 | 7  | 2 | 4  | 29 | 15 | +14  |
| 4    | SV Vespo              | 20  | 14 | 6  | 2 | 6  | 21 | 19 | +2   |
| 5    | SV Atlétiko Tera Korá | 14  | 14 | 4  | 2 | 8  | 16 | 22 | -6   |
| 6    | SV Uruguay            | 13  | 14 | 4  | 1 | 9  | 19 | 57 | -38  |
| 7    | SV Vitesse            | 12  | 14 | 3  | 3 | 8  | 15 | 34 | -19  |
| 8    | SV Juventus           | 5   | 13 | 1  | 2 | 10 | 7  | 31 | -24  |

|  | Champion et qualification pour le Caribbean Club Shield 2020 |
|  | T : Tenant du titre                                          |

## Bilan de la saison
| Championnat de Bonaire de football 2018-2019 |                         |
| Champion                                     | Real Rincon (11e titre) |
| Dauphin                                      | SV Estrellas            |
| Coupes et trophées                           |                         |
| Vainqueur de la Coupe de Bonaire 2018-2019   | Real Rincon             |
| Qualifications continentales                 |                         |
| Caribbean Club Shield 2020                   | Real Rincon             |